# Bodmer-Papyri
Die Bodmer-Papyri sind eine Gruppe von 22 Papyri, die 1952 in Ägypten entdeckt wurden. Sie sind nach ihrem damaligen Erwerber Martin Bodmer benannt. Die Papyri enthalten Teile des Alten und des Neuen Testaments, der frühen christlichen Literatur, von Homer und von Menander. Das älteste unter ihnen, {\displaystyle {\mathfrak {P}}}66, wird auf etwa 200 n. Chr. datiert. Die meisten der Papyri werden in der Bibliotheca Bodmeriana in Cologny (Schweiz) nahe Genf aufbewahrt. Im Jahr 2007 erwarb die Vatikanische Bibliothek die beiden Papyri {\displaystyle {\mathfrak {P}}}74 und {\displaystyle {\mathfrak {P}}}75. Sie werden jetzt in der Bibliothek des Vatikans aufbewahrt.

## Forschungsgeschichte
Die Bodmer-Papyri wurden 1952 in Pbow (Pabau) nahe Dishna in Ägypten gefunden, im alten Hauptquartier der pachomianischen Mönche. Der Entdeckungsort ist nicht weit von Nag Hammadi entfernt.
Die Manuskripte wurden im Geheimen von dem Zyprer Phokio Tano von Kairo zusammengestellt und nacheinander in die Schweiz geschmuggelt, wo sie von Martin Bodmer gekauft wurden. 
Beginnend mit dem Jahr 1954 wurde die Serie Papyrus Bodmer mit Anmerkungen, Einleitung und französischer Übersetzung veröffentlicht. Heute sind die Bodmer-Papyri in der Bibliotheca Bodmeriana in Cologny nahe Genf konserviert.
Einige Papyri derselben Herkunft entgingen Martin Bodmer und sind andernorts konserviert. Sir Alfred Chester Beatty erwarb einiges davon. Weiteres Material befindet sich in Oxford (Mississippi), Köln und Barcelona. Der Einfachheit halber nennen Forscher diese ebenfalls „Bodmer-Papyri“ (Anchor Bible Dictionary).

## Papyri
Die Bodmer-Papyri enthalten sowohl christliche als auch nichtreligiöse antike Texte. 
Die meisten der 35 Bücher sind in altgriechischer Sprache geschrieben, einige in koptischer Sprache Insgesamt gibt es zusammen mit Fragmenten der Korrespondenz 50 Texte. Die meisten sind Kodizes, einige wenige Fragmente von Schriftrollen. Drei Texte sind nicht auf Papyrus, sondern auf Pergament geschrieben.

### Griechische Papyri
Antike Texte 
- Papyrus Bodmer I, Homer, Ilias V, VI
- Papyrus Bodmer IV, Menander, Dyskolos
- Papyrus Bodmer, Menander, Samia und Aspis, jetzt in Köln

Bibel
- Papyrus Bodmer II, {\displaystyle {\mathfrak {P}}}66, frühes 3. Jhd., Johannesevangelium[4]. Neben dem Papyrusfragment {\displaystyle {\mathfrak {P}}}52 ist dies das älteste Zeugnis für Johannes.[5]
- Papyrus Bodmer VII–VIII, {\displaystyle {\mathfrak {P}}}72, ist die älteste bekannte Kopie des Judasbriefs sowie des 1. und 2. Petrusbriefes.
- Papyrus Bodmer XIV–XV, {\displaystyle {\mathfrak {P}}}75 ist der Rest eines Kodex, der noch das meiste von Lukas und Johannes enthält.[6], jetzt in der Vatikanischen Bibliothek
- Papyrus Bodmer XVII, {\displaystyle {\mathfrak {P}}}74, 6. oder 7. Jahrhundert.[7], jetzt in der Vatikanischen Bibliothek
- Papyrus Bodmer XXIV,  Psalmen 17,46–53,6 und 55,8–118,44 in griechischer Sprache
- Papyrus Bodmer XLV–XLVI, 3. oder 4. Jahrhundert, Buch Daniel.[8]

Apokryphen
- Papyrus Bodmer 5

Theologische Texte
- Papyrus Bodmer XIII, 4. Jhd., Melito von Sardes, Osterhomilie

## Erwerb durch den Vatikan
Im Oktober 2006 wurde das Vorhaben der Bodmer-Stiftung veröffentlicht, zwei der Manuskripte für einige Millionen US-Dollar zu verkaufen. Dadurch sollte die Bibliothek, die 2003 eröffnet worden war, finanziert werden. Das führte zur Bestürzung vieler Gelehrter weltweit, die befürchteten, dass die Einheit der Sammlung zerstört werden könnte.
Im März 2007 wurde dann bekanntgegeben, dass der Vatikan die Papyri XIV–XV {\displaystyle {\mathfrak {P}}}75 erworben hatte. Man nimmt an, dass sie die ältesten schriftlichen Fragmente des Lukasevangeliums, das älteste Vaterunser und eines der ältesten Fragmente des Evangeliums nach Johannes enthalten.
Die Papyri waren für einen unbekannten „bedeutenden“ Preis an Frank Hanna III aus Atlanta (Georgia, USA) verkauft worden. Im Januar 2007 überreichte Hanna die Papyri dem Papst. Sie werden jetzt in der Bibliothek des Vatikans aufbewahrt und für weitere Untersuchungen durch Gelehrte verfügbar gemacht. In Zukunft mögen Auszüge der allgemeinen Öffentlichkeit zugänglich gemacht werden.